# Folly van Dam
Folkert ("Folly") van Dam (Zwolle, 22 april 1945) is een Nederlandse voetballer die in het betaalde voetbal uitkwam als semi-prof bij
Zwolsche Boys (1963–1967) en PEC Zwolle (1967–1971). Na zijn profcarrière speelde hij bij Rohda Raalte en CSV'28.
In 1976 stopte hij als actieve voetballer en startte zijn trainerscarrière, waar hij in 1996 mee stopte. Vanaf 1996 tot 2007 was hij binnen FC Zwolle actief als coördinator jeugdopleiding/scouting.

## Statistieken
| Seizoen | Club          | Land      | Competitie     | Wed. | Goals |
| ------- | ------------- | --------- | -------------- | ---- | ----- |
| 1961/62 | Zwolsche Boys | Nederland | Tweede divisie | –    | 0     |
| 1962/63 | Zwolsche Boys | Nederland | Tweede divisie | –    | 0     |
| 1963/64 | Zwolsche Boys | Nederland | Tweede divisie | –    | 3     |
| 1964/65 | Zwolsche Boys | Nederland | Tweede divisie | –    | 1     |
| 1965/66 | Zwolsche Boys | Nederland | Tweede divisie | –    | 3     |
| 1966/67 | Zwolsche Boys | Nederland | Tweede divisie | –    | 2     |
| 1967/68 | PEC           | Nederland | Tweede divisie | –    | 0     |
| 1968/69 | PEC           | Nederland | Tweede divisie | –    | 1     |
| 1969/70 | PEC           | Nederland | Tweede divisie | –    | 0     |
| 1970/71 | PEC           | Nederland | Tweede divisie | –    | 0     |
| 1971/72 | PEC Zwolle    | Nederland | Eerste divisie | –    | 0     |
| Totaal  | Totaal        | Totaal    | Totaal         | –    | 10    |